# گوانگ‌دونگ
گوانگ‌دونگ (به چینی: 廣東) , (به انگلیسی: Guangdong) یا کوانگ‌تونگ یا کانتون یکی از استان‌های جنوبی جمهوری خلق چین است که از نظر جمعیت، پرجمعیت‌ترین استان کشور به‌شمار می‌رود. مرکز آن شهر گوانگ‌ژو است و طبق سرشماری سال ۲۰۲۰، بیش از ۱۲۶ میلیون نفر جمعیت دارد. مساحت گوانگ‌دونگ حدود ۱۷۹٬۸۰۰ کیلومتر مربع است که آن را از نظر مساحت در جایگاه پانزدهم در میان استان‌های چین قرار می‌دهد.
گوانگ‌دونگ از شرق با استان فوجیان، از شمال با استان‌های جیانگ‌شی و هونان، از غرب با گوانگ‌شی و از جنوب با هنگ‌کنگ، ماکائو و دریای جنوبی چین هم‌مرز است. این استان در امتداد دلتای رود مروارید واقع شده و نقش مهمی در پیوندهای دریایی و بازرگانی جنوب چین دارد.
گوانگ‌دونگ یکی از ثروتمندترین و صنعتی‌ترین استان‌های چین به‌شمار می‌رود. در سال ۲۰۲۱، تولید ناخالص داخلی آن حدود دو تریلیون دلار آمریکا بود و در میان استان‌های چین رتبهٔ نخست را داشت. این استان از قطب‌های مهم تولید، صادرات، فناوری و خدمات در چین محسوب می‌شود. شهرهای گوانگ‌ژو و شنژن از مراکز اقتصادی اصلی در این استان هستند.
از نظر تاریخی، گوانگ‌دونگ از دوران باستان بخشی از سرزمین‌های چین بوده و در دوره‌های گوناگون، به‌ویژه در دوران چینگ و استعمار غربی، نقش کلیدی در تجارت خارجی ایفا کرده است. بندر گوانگ‌ژو در قرن نوزدهم یکی از فعال‌ترین بندرهای تجاری در ارتباط با اروپا و آمریکا بود.
ترکیب قومی استان عمدتاً از قوم هان تشکیل شده است. زبان غالب مردم، کانتونی (یوی) است، اما زبان‌های هاکا و مین جنوبی نیز در مناطق مختلف استان رواج دارند. با افزایش مهاجرت داخلی، زبان ماندارین به‌عنوان زبان رسمی کشور نیز به‌طور گسترده در استان به‌کار می‌رود.
گوانگ‌دونگ یکی از مراکز برجستهٔ فرهنگی چین است. این استان زادگاه اپرای کانتونی، سبک‌های متنوعی از هنرهای رزمی همچون وینگ‌چون، و همچنین آشپزی کانتونی است که شهرت جهانی دارد. آشپزی کانتونی، پایهٔ بسیاری از رستوران‌های چینی در سراسر جهان را تشکیل می‌دهد.
این استان از زیرساخت‌های پیشرفته‌ای برخوردار است و با داشتن شبکه‌ای گسترده از بزرگراه‌ها، خطوط راه‌آهن، فرودگاه‌های بین‌المللی و بنادر مهم مانند گوانگ‌ژو و شنژن، از جایگاه راهبردی در بازرگانی داخلی و بین‌المللی برخوردار است.
گوانگ‌دونگ همچنین بخشی از منطقهٔ شهری بزرگ موسوم به «منطقه خلیج بزرگ گوانگ‌دونگ-هنگ‌کنگ-ماکائو» است که شامل ۹ شهر از گوانگ‌دونگ و دو منطقهٔ ویژهٔ هنگ‌کنگ و ماکائو می‌شود. این منطقه یکی از بزرگ‌ترین خوشه‌های اقتصادی و جمعیتی در جهان به‌شمار می‌آید.

## تاریخ

### پیشاتاریخ
آغاز عصر نوسنگی در دلتای رود مروارید (珠江三角洲) به حدود ۷۰۰۰ سال پیش بازمی‌گردد. دورهٔ نخست این عصر از حدود ۵۰۵۰ تا ۳۰۵۰ پیش از میلاد و دورهٔ پایانی آن از حدود ۳۰۵۰ تا ۱۵۵۰ پیش از میلاد ادامه داشت. به‌نظر می‌رسد فرهنگ نوسنگی در مناطق ساحلی گوانگ‌دونگ از ناحیهٔ میانی رود یانگ‌تسه وارد شده باشد. در نواحی داخلی گوانگ‌دونگ، فرهنگ نوسنگی حدود ۴۶۰۰ سال پیش شکل گرفت که با فرهنگ شیشیا (石峽文化) در شمال این ناحیه شناخته می‌شود.

### دوران باستان و امپراتوری
پیش از پیوستن به چین، منطقهٔ گوانگ‌دونگ محل سکونت اقوام قبیله‌ای موسوم به بای‌یوئه (صد یوئه) بود. در دورهٔ دودمان چین، این منطقه برای نخستین‌بار تحت کنترل حکومت چین قرار گرفت و واحد اداری نانهای با مرکزیت پانیو، در نزدیکی گوانگ‌ژو امروزی، تأسیس شد. پس از فروپاشی دودمان چین، پادشاهی مستقلی به‌نام نان‌یوئه بر منطقه حاکم شد، تا آن‌که در دورهٔ دودمان هان، این سرزمین به استان جیاوجی پیوست. بخش جنوبی آن به عنوان دروازهٔ تجاری با جهان غرب، از جمله امپراتوری روم، عمل می‌کرد.
در دوران سه پادشاهی، گوانگ‌دونگ به استان مستقل گوانگ تبدیل شد. شهر بندری گوانگ‌ژو، با وجود بیماری‌های استوایی و حیات وحش خطرناک، مرکز تجارت پررونق با مردمانی از سرزمین‌های دور از جمله ایرانیان، مالایی‌ها و هندی‌ها بود. در این شهر مسلمانان شیعه، که از خراسان گریخته بودند، و بوداییان هندی، در کنار هم می‌زیستند و عبادتگاه‌های خود را بنا کرده بودند. با این حال، حملات خارجی مانند یورش عرب‌ها و ایرانیان در سال ۷۵۸ میلادی و فساد مقامات محلی، موجب تنش‌هایی میان ساکنان شد.
در سال ۶۲۷ میلادی، گوانگ‌دونگ همراه با گوانگ‌شی به بخش لینگ‌نان (نواحی جنوبی کوهستان‌ها) در نظام تقسیمات سیاسی دودمان تانگ پیوست. در سال ۹۷۱ میلادی، در دوران دودمان سونگ، بخش گوانگ‌دونگ به «گوانگ‌نان شرقی» (廣南東路) تغییر نام یافت، که نام امروزی «گوانگ‌دونگ» برگرفته از آن است.

### سلطه چینیان و مهاجرت‌ها
از زمان فروپاشی دودمان هان، جمعیت گوانگ‌دونگ به‌تدریج با مهاجرت گستردهٔ مردم از شمال چین، به‌ویژه در دوره‌های آشوب سیاسی و حملات بیگانگان، دگرگون شد و فرهنگ چینی بر منطقه غالب گشت. به‌عنوان نمونه، پس از شورش آن لوشان در سدهٔ هشتم میلادی، جمعیت گوانگ‌ژو در عرض چند دهه حدود ۷۵٪ افزایش یافت.
در سدهٔ سیزدهم میلادی، هم‌زمان با حمله مغولان به جنوب چین، در نبرد یامن در سال ۱۲۷۹ میلادی که در گوانگ‌دونگ روی داد، نیروی دریایی دودمان سونگ جنوبی شکست خورد و این دودمان پایان یافت. در دورهٔ یوان، بیشتر مناطق کنونی گوانگ‌دونگ به استان جیانگ‌شی تعلق داشت، اما در آغاز دودمان مینگ، نام «استان گوانگ‌دونگ» به‌کار گرفته شد.

### روابط تجاری و نفوذ خارجی
از سدهٔ شانزدهم میلادی، گوانگ‌دونگ به یکی از مراکز اصلی تجارت جهانی چین بدل شد. بازرگانان پرتغالی و بریتانیایی از طریق تنگهٔ مالاکا و دریای جنوبی چین به گوانگ‌ژو آمدند. ماکائو در سال ۱۵۵۷ میلادی به‌عنوان نخستین سکونتگاه اروپایی در چین، مستعمره پرتغال شد. در سدهٔ نوزدهم، تجارت تریاک از طریق گوانگ‌ژو موجب آغاز جنگ اول تریاک شد که به مداخلهٔ گستردهٔ قدرت‌های غربی در چین انجامید. هنگ‌کنگ به بریتانیا، و منطقهٔ کوانگ‌چووان (امروزه ژان‌جیانگ) به فرانسه واگذار شد.

### مهاجرت به خارج و تأثیرات زبانی
مهاجرت گستردهٔ مردم گوانگ‌دونگ به خارج از کشور، به‌ویژه از هنگ‌کنگ به مستعمرات بریتانیا، سبب شد بسیاری از جوامع چینی خارج از کشور ریشه در فرهنگ کانتونی داشته باشند. گویش‌های کانتونی، هاکا و تیوشو در میان مهاجران چینی بسیار رایج‌تر از ماندارین هستند. بسیاری از واژه‌های چینی در زبان‌های غربی، از جمله واژهٔ «dim sum»، از لهجهٔ کانتونی گرفته شده‌اند. همچنین، برخی واژه‌های ماندارین که ریشهٔ بیگانه دارند، از طریق کانتونی وارد این زبان شده‌اند؛ برای نمونه، واژهٔ «نیگ‌منگ» (柠檬) به‌معنای «لیمو»، که در کانتونی «لینگ‌مونگ» تلفظ می‌شود.

### قرن نوزدهم و جنبش‌های اصلاحی
در دههٔ ۱۸۵۰، گوانگ‌دونگ مرکز شورش‌های ضدمنچو و ضدخارجی بود. شورش سرخ‌عمامه‌پوشان (۱۸۵۶–۱۸۵۴) و همچنین قیام پادشاهی آسمانی تای‌پینگ، که رهبر آن، هونگ شیائوچوان، اهل گوانگ‌دونگ بود، از جمله این رویدادهاست. سون یات‌سن، بنیان‌گذار جمهوری چین، نیز از اهالی این استان بود.

### قرن بیستم تا امروز
در دههٔ ۱۹۲۰، گوانگ‌دونگ پایگاه اصلی کومین‌تانگ برای لشکرکشی شمالی و اتحاد مجدد چین شد. آکادمی نظامی خوان‌پوآ نیز در نزدیکی گوانگ‌ژو تأسیس شد. پس از شکست کومین‌تانگ در جنگ داخلی چین، گوانگ‌ژو به‌طور موقت پایتخت جمهوری چین شد، اما با پیشروی ارتش آزادی‌بخش خلق، استان به‌تصرف کمونیست‌ها درآمد.
در سال ۱۹۵۲، دولت تازه‌تأسیس کمونیست سیاست‌های سختگیرانه‌ای در زمینهٔ مالیات و اصلاحات ارضی اجرا کرد. تلاش‌های فَنگ فَنگ، رهبر محلی حزب برای حمایت از کسب‌وکارهای موفق و ارتباط با هنگ‌کنگ، با مخالفت مائو تسه‌تونگ روبه‌رو شد و او به همراه هزاران کادر حزبی از مقام خود برکنار شد.
در دوران «اصلاحات و گشایش» در دههٔ ۱۹۸۰، گوانگ‌دونگ به‌عنوان پیشگام اصلاحات اقتصادی معرفی شد. نزدیکی به هنگ‌کنگ و پیوندهای تجاری با خارج، باعث رشد چشمگیر اقتصادی شد و این استان را به پردرآمدترین استان چین بدل کرد.
در سال‌های ۱۹۵۲، ۱۹۵۵ و ۱۹۶۵، تغییراتی در مرزهای گوانگ‌دونگ و گوانگ‌شی انجام شد. همچنین، جزیرهٔ هاینان که پیش‌تر بخشی از گوانگ‌دونگ بود، در سال ۱۹۸۸ به استانی مستقل تبدیل شد.